# روری ویلیامز
روری آرتور ویلیامز نام شخصیتی است علمی/تخیلی که توسط آرتور دارویل در سریال دکتر هو بازی شد. ورود او به سریال در ابتدای سری 5 بود،روری به عنوان همراه دکتر یازدهم به مت اسمیت پیوست.امی پوند نیز در آن زمان همراه دکتر بود.او از این می ترسید که امی عاشق دکتر شده باشد اما در پایان امی و روری با هم ازدواج می کنند و صاحبی فرزندی می شوند که بعدها پروفسور ریورسانگ نام می گیرد.

روری ویلیامز